# Benshi
Benshi (jap. 弁士) lub katsudō-benshi (jap. 活動弁士) – japońscy aktorzy głosowi, którzy w epoce kina niemego udźwiękawiali filmy, zarówno rodzime, jak i zagraniczne.
Podczas projekcji niemego filmu benshi stał po lewej stronie ekranu, wprowadzając widzów w opowieść, relacjonując ją i komentując. Odpowiednio intonując, podkładał głosy pod poszczególne postacie,  które pojawiały się na ekranie. Funkcja ta, wywodząca się z tradycji teatrów kabuki i nō, była ważnym elementem pierwszych filmów, które prezentowano japońskim widzom, przyzwyczajonym do narracji towarzyszącej wszystkim znanym im wcześniej widowiskom. Benshi tłumaczył również dialogi w filmach zagranicznych, głównie amerykańskich, oraz zaznajamiał widzów z realiami zachodniego stylu życia, które nie dla wszystkich Japończyków były zrozumiałe.
Podobnie jak w produkcjach zachodnich, japońskim niemym filmom towarzyszył podkład muzyczny, współistniejący z benshim. W przeciwieństwie do filmów zachodnich, którym towarzyszyły filmowe organy, w filmach japońskich wykorzystywano tradycyjne instrumenty z teatru kabuki. Ponieważ benshi pracował bez nagłośnienia, musiał ściśle współpracować z orkiestrą, aby jego dialogi nie zostały zagłuszone. W tamtym okresie sale kinowe liczyły zazwyczaj tysiąc miejsc, zaś znakiem rozpoznawczym dobrego benshiego była zdolność bycia słyszanym przez wszystkich widzów zgromadzonych w kinie. Po 1907 r. filmy japońskie były (inaczej niż filmy zagraniczne) komentowane przez siedzącą przed ekranem grupę 7 lub 8 benshi, którzy udawali głosy poszczególnych postaci. Taka praktyka utrzymała się aż do lat 20. XX wieku.  
Słowo benshi oznaczało w okresie Meiji człowieka wygłaszającego przemówienia polityczne. Swoje znaczenie zmieniło wraz z pojawieniem się kina w Japonii. Początkowo filmy komentowali amatorzy – w 1896 podczas pierwszego pokazu kinetoskopu Thomasa Edisona w Kobe film i wynalazek komentował Ueda Tsunejiro, a rok później pokaz Vitascope'u w Tokio prowadzony był przy komentarzu człowieka o nazwisku Jumonji Daigen. Pierwszym profesjonalnym benshi był Komada Koyo. 
Każde kino zatrudniało kilku benshi, pomiędzy którymi panowała ścisła hierarchia. Znaczenie benshi było tak duże, że mogło wpływać na sukces samego filmu – wyjątkowo popularny benshi mógł zdecydować o sukcesie danego obrazu. 
Zjawisko benshi wpływało na kształt ówczesnego japońskiego kina – filmy tworzone były tak, żeby dopasować się do praktyki benshi. Np. filmy zawierały wiele długich ujęć, preferowanych przez benshi, którzy mogli podczas nich w pełni zaprezentować swój kunszt.  Popularność benshi była tak wielka, że prawdopodobnie spowodowała pewne opóźnienie w pełnym rozwoju kina dźwiękowego w Japonii. 
W wydanym w 1995 roku filmie Picture Bride Toshirō Mifune zagrał rolę benshiego, który w latach 20. ubiegłego stulecia podróżował po hawajskich plantacjach trzciny cukrowej.